# Jekatěrinovskij (Adygejsko)
Jekatěrinovskij je osada v Giaginském rajónu Adygejské republiky Ruské federace. Je součástí Sergijevského vesnického okresu.
Nachází se v jihovýchodní části Giaginského rajónu. Je vzdálena 4,5 km jižně od vesnice Sergijevskoje, 38 km jihovýchodně od stanice Giaginskaja a 31 km severovýchodně od města Majkop.

## Historie
Osada byla založena roku 1902 jako součást Sergijevské volosti.